# 2001-es Fiatal Táncosok Eurovíziója
A 2001-es Fiatal Táncosok Eurovíziója volt a kilencedik Fiatal Táncosok Eurovíziója, melyet az Egyesült Királyság fővárosában, Londonban rendeztek meg. A pontos helyszín a Linbury Studio Theatre volt. Az elődöntőre 2001. június 18-án, a döntőre 2001. június 23-án került sor. Az Eurovíziós Dalfesztivállal ellenben itt nem az előző évi győztes rendez, hanem pályázni kell a rendezés jogára. Az 1999-es verseny a német Yohan Stegli és Katja Wünsche győzelmével zárult, akik a „Cinderella” című táncukat adták elő a franciaországi Lyonban.

## A helyszín és a verseny
A verseny pontos helyszíne a brit fővárosban, Londonban található Linbury Studio Theatre volt.
| Egyesült Királyság London |

## A résztvevők
Írország és Ukrajna először vett részt a versenyen.
Ausztria és Norvégia kettő, Észtország pedig egy kihagyott év után tért vissza. Ugyanakkor visszalépett a versenytől Franciaország, Magyarország és Spanyolország. Így tizennyolc ország indult a megmérettetésen.
A szakmai zsűri tizenegy országot juttatott tovább a döntőbe, így hét ország esett ki az első fordulóban.

## Zsűri
- Matthew Bourne (Zsűrielnök)
- Maina Gielgud
- Amanda Miller
- Monique Veaute
- Samuel Wuersten

## Elődöntő
Az elődöntőt 2001. június 18-án rendezték meg tizennyolc ország részvételével. A továbbjutók sorsáról az öttagú szakmai zsűri döntött. Tizenegy ország jutott tovább a döntőbe.
| # | Ország             | Táncos                               | Tánc                                   | Koreográfus                  | Eredmény     |
| - | ------------------ | ------------------------------------ | -------------------------------------- | ---------------------------- | ------------ |
|   | Ausztria           | Rainer Krenstetter                   | „Ballet de Verdi: Un bal masqué”       | V. Malakov                   | Kiesett      |
|   | Belgium            | Jeroen Verbruggen                    | „Hyperballad”                          | J. Verbruggen és G. Egilsson | Továbbjutott |
|   | Ciprus             | Marína Kiriakídu                     | „Variation of Paquita (Allegro)”       | M. Petipa                    | Kiesett      |
|   | Csehország         | Marek Kašparovský és Jiří Pokorný    | „Alterego”                             | T. Rychetský és D. Stránský  | Továbbjutott |
|   | Egyesült Királyság | Jamie Bond                           | „Seigfried Solo from Act 3 Swan Lake”  | M. Petipa                    | Továbbjutott |
|   | Észtország         | Szergej Upkin                        | „Franz Variation from Coppelia”        | A. Saint-Leon                | Továbbjutott |
|   | Finnország         | Johanna Nuutinen                     | „Angels Fly Low”                       | M. Rouhiainen                | Továbbjutott |
|   | Görögország        | Ólga Tszimúrta és Tína Nassziká      | „Rythmique”                            | G. Milhov                    | Kiesett      |
|   | Hollandia          | Golan Yosef és Maartje Hermans       | „Perfect Skin”                         | E. Wubbe                     | Továbbjutott |
|   | Írország           | Sarah Reynolds                       | „Conversations in Silence”             | A. Costilla                  | Kiesett      |
|   | Lengyelország      | David és Marcin Kupiński             | „Brothers”                             | E. Wesolowski                | Továbbjutott |
|   | Lettország         | Anna Novikova                        | „Solo from Act 3 of Le Corsaire”       | M. Petipa                    | Továbbjutott |
|   | Németország        | Thiago Bordin                        | „Tchaikovsky-variation”                | G. Balanchine                | Továbbjutott |
|   | Norvégia           | Tale Dolven                          | „Asking For?”                          | S. Edvardsen                 | Kiesett      |
|   | Svájc              | Sarah Kora Dajanova                  | „Tango te amo”                         | L. Smeak                     | Továbbjutott |
|   | Svédország         | Johan Thelander és Elizaveta Penkova | „At This Point”                        | J. Thelander és E. Penkova   | Továbbjutott |
|   | Szlovénia          | Eva Gašparič                         | „Les Syphides – Prélude”               | Fokine                       | Kiesett      |
|   | Ukrajna            | Leonyid Szarafanov                   | „Variation of Paquita (Masculin Role)” | M. Petipa                    | Kiesett      |

## Döntő
A döntőt 2001. június 23-án rendezték meg tizenegy ország részvételével. A végső döntést az ötfős szakmai zsűri hozta meg.
| #  | Ország             | Táncos                               | Tánc                                  | Koreográfus                  | Helyezés |
| -- | ------------------ | ------------------------------------ | ------------------------------------- | ---------------------------- | -------- |
| 01 | Belgium            | Jeroen Verbruggen                    | „Hyperballad”                         | J. Verbruggen és G. Egilsson | 2.       |
| 02 | Németország        | Thiago Bordin                        | „Tchaikovsky-variation”               | G. Balanchine                | —        |
| 03 | Finnország         | Johanna Nuutinen                     | „Angels Fly Low”                      | M. Rouhiainen                | —        |
| 04 | Lengyelország      | David és Marcin Kupiński             | „Brothers”                            | E. Wesolowski                | 1.       |
| 05 | Egyesült Királyság | Jamie Bond                           | „Seigfried Solo from Act 3 Swan Lake” | M. Petipa                    | —        |
| 06 | Svédország         | Johan Thelander és Elizaveta Penkova | „At This Point”                       | J. Thelander és E. Penkova   | —        |
| 07 | Svájc              | Sarah Kora Dajanova                  | „Tango te amo”                        | L. Smeak                     | —        |
| 08 | Csehország         | Marek Kašparovský és Jiří Pokorný    | „Alterego”                            | T. Rychetský és D. Stránský  | —        |
| 09 | Észtország         | Szergej Upkin                        | „Franz Variation from Coppelia”       | A. Saint-Leon                | —        |
| 10 | Lettország         | Anna Novikova                        | „Solo from Act 3 of Le Corsaire”      | M. Petipa                    | —        |
| 11 | Hollandia          | Golan Yosef és Maartje Hermans       | „Perfect Skin”                        | E. Wubbe                     | 3.       |

## Közvetítő országok
Tizenkilenc ország közvetítette a versenyt, a résztvevők mellett Franciaország is.
- Ausztria – ORF
- Belgium – RTBF, VRT
- Ciprus – CyBC
- Csehország – ČT
- Egyesült Királyság – BBC
- Észtország – ETV
- Finnország – Yle TV1
- Franciaország – France 2
- Görögország – ERT
- Hollandia – NOS, NPS
- Írország – RTÉ
- Lengyelország – TVP
- Lettország – LTV1 (felvételről, július 1-én)
- Németország – ZDF
- Norvégia – NRK
- Svájc – SRG SSR idée suisse
- Svédország – SVT
- Szlovénia – RTVSLO
- Ukrajna – NTU

## Térkép

A döntő résztvevői
Az elődöntőben kiesett országok
Országok, melyek korábban részt vettek, de ebben az évben nem